# Kraśnik Mały
Kraśnik Mały (biał. Малы Краснік, Mały Krasnik; ros. Малый Красник, Małyj Krasnik) – wieś na Białorusi, w obwodzie brzeskim, w rejonie prużańskim, w sielsowiecie Suchopol.
W latach 1921–1939 należała do gminy Suchopol.
Według Powszechnego Spisu Ludności z 1921 roku wieś zamieszkiwały 54 osoby, wszystkie były wyznania prawosławnego i zadeklarowały białoruską przynależność narodową. We wsi było 11 budynków mieszkalnych.